# Белоцерковка (Херсонская область)
Белоцерко́вка (укр. Білоцерківка) — село в Чаплинской поселковой общине Каховского района Херсонской области Украины.
Население по переписи 2001 года составляло 219 человек. Почтовый индекс — 75211. Телефонный код — 5538. Код КОАТУУ — 6525483802.

## Местный совет
75211, Херсонская обл., Чаплинский р-н, с. Скадовка, ул. Ленина, 38